# 徐文 (金朝)
徐文（?—?），字彥武，北宋萊州掖縣人，後來遷居膠水縣。
徐文武藝超群，善於使刀，號稱徐大刀。南宋初年為淮東淮西沿海水軍都統制，因為和諸將關係不好，投降金朝扶植的偽齊政權。任海州密州滄海都招捉使兼水軍統制。想要通過水軍襲擊南宋的臨安，齊國皇帝劉豫沒有採納。齊國被廢，徐文成為金國南京步軍都虞候，權馬步軍都指揮使。隨完顏宗弼攻取河南，因功為行軍萬戶，知濟州。完顏亮伐南宋，任行都水監，監造戰船。平定徐元、張旺之亂，任定海軍節度使。金世宗大定二年（1162年），致仕，進龍虎衛上將軍。

## 传記資料
- 《金史》卷79